# Dabarre jezik
Dabarre jezik (af-dabarre; ISO 639-3: dbr), jezik plemena Dabarre koji se govori na Rogu Afrike u Somalijskim distriktima Dhiinsoor i Baraawe i regiji Qansax Dheere. Postoje dva dijalekta, dabarre i iroole (af-iroole). 
Pripada somalskoj podskupini istočnokušitskih jezika; 23 000 govornika (2006).

## Vanjske poveznice
- Ethnologue (14th)
- Ethnologue (15th)